# Famille de Bresson
La famille de Bresson est une famille titrée originaire de Lorraine.
Son patronyme était Bresson sans particule jusqu'en 1863. La branche ainée, éteinte, reçut le titre de comte Bresson en 1839, et celui de duc de Santa-Isabel en 1846 (Espagne). La branche cadette, subsistante, reçut un titre de comte en 1865 sous le Second Empire.
Elle compte parmi ses membres, des officiers, un député durant la Révolution française, un diplomate qui fut également ministre et pair de France, un haut fonctionnaire.

## Histoire
Gustave Chaix d'Est-Ange écrit que la famille Bresson a pour premier auteur connu un personnage nommé Jean Bresson qui dans son testament de 1511 se qualifie "noble homme Jean Bresson, seigneur de Solcourt, lieutenant du bailli du comté de Vaudemont". Il écrit toutefois que la filiation ne débute qu'avec un autre personnage lui aussi nommé Jean Bresson et qui meurt en 1628 dans l'actuel département de la Haute-Saône. Il ajoute que ce dernier "portait la qualification de messire qui était attribuée dans cette région aux personnes d'un rang distingué, prêtres, médecins, avocats, etc.". Ce Jean Bresson est l'auteur de deux branches .
La branche aînée, éteinte de nos jours[réf. nécessaire], a compté parmi ses membres des officiers.
La branche cadette, seule subsistante de nos jours, se divisa en deux rameaux. Gustave Chaix d'Est-Ange écrit que sous l'Ancien Régime "il ne paraît pas qu'elle [la descendance du premier rameau] ait eu des prétentions nobiliaires antérieurement à la Révolution" et que le second rameau obtint en 1765 un arrêt d'ancienne noblesse du roi Stanislas puis en 1773 une confirmation de noblesse par le roi de France Louis XV.
Paul Bresson, né à Nancy en 1802, deuxième fils de François-Léopold Bresson, a été autorisé en 1863 par l'empereur Napoléon III à faire précéder son nom d'une particule et à relever le titre de comte accordé à son frère par le roi Louis-Philippe.[réf. nécessaire]
La famille de Bresson a été admise au sein de l'Association d'entraide de la noblesse française en 1938.

## Filiation
Cette généalogie est issue des travaux de Gustave Chaix d'Est-Ange.
- Jean Bresson, il meurt en 1628 dans l'actuel département de la Haute-Saône. Il portait la qualification de messire. Il a deux fils.
  - Jean Bresson, en 1632 il acquiert la seigneurie de Darney en Lorraine. Il est capitaine de cuirassiers au service de l'Espagne puis en 1636 commissaire et surintendant général des vivres militaires, délégué par le parlement de Dôle à l'armée du maréchal Gallas qui envahissait la Franche-Comté. Il teste en 1639.
    - Isaac Bresson, fut capitaine de chevau-légers, il épouse à Dôle en 1636 Estiennette de Rahon veuve de M. de Myon qui avait été ambassadeur en Suisse
      - Jean-Antoine Bresson, né à Besançon en 1636, seigneur de Saint-Ouen et de Bourbeville, il  est colonel de dragons, il épouse à Bitsche en 1655 Hélène de L'Espine.
        - Antoine-Joseph de Bresson, seigneur de Dombasle, de Bourbeville, etc., il épouse en 1704 Henriette de La Chaussée, il est le premier à ajouter à son nom une particule, il a deux fils morts sans postérité

  - Jean-Antoine Bresson, il meurt dans les guerres d'Espagne, d'où :
    - Jean Bresson (mort en 1672), procureur postulant au bailliage du Bassigny en 1666, procureur greffier à Lamarche en 1671, il épouse Élisabeth Baudel, d'où :
      - Jean-Antoine Bresson (mort en 1719), procureur d'office en la justice de Fouchécourt, juge et garde en celle d'Ische. Parmi ses descendants : Antoine-Léopold Bresson (mort en 1817), juge à Lamarche avant la Révolution française, plus tard juge au tribunal d'arrondissement d'Épinal ; François-Léopold Bresson (1771-1848), député de Nancy durant les Cent-Jours, bâtonnier de l'ordre des avocats de Nancy en 1821, conseiller puis président de Chambre à la Cour royale de Nancy, procureur général à Metz (1832), conseiller à la Cour de cassation qui eut pour fils aîné Charles-Joseph Bresson (1798-1847), diplomate, ambassadeur de France à Madrid en 1834, ministre des Affaires étrangères, pair de France en 1837 et fait comte héréditaire la même année, ambassadeur de France à Naples en 1847 qui lui-même eut pour fils François-Paul-Ferdinand-Philippe Bresson (meurt en 1863), duc de Santa-Isabel en 1846 avec la grandesse d'Espagne de 1re classe ; Étienne-Louis Bresson (né en 1773) dont la descendance s'est perpétuée sous le nom Bresson ; Alfred "vicomte" de Bresson (né en 1834) fut ministre plénipotentiaire
      - Joseph-François Bresson,

## Personnalités
- François-Léopold Bresson (1771-1848), député de Nancy durant les Cent-Jours, bâtonnier de l'ordre des avocats de Nancy en 1821, conseiller puis président de Chambre à la Cour royale de Nancy, procureur général à Metz (1832), conseiller à la Cour de Cassation
- Jean-Baptiste-Marie-François Bresson (1760-1832), avocat, administrateur (1790), député des Vosges (1792-1795) à la Convention, proscrit (1793-1794), député au Conseil des Cinq-Cents (1795-1798), chevalier de la Légion d'honneur (1804).
- Charles-Joseph Bresson (1798-1847), diplomate, ambassadeur de France, ministre des Affaires étrangères (1834), pair de France (1839-1847), grand-croix de la Légion d'honneur (1844), créé duc de Santa-Isabel en 1846 avec grandesse d'Espagne de 1re classe (autorisé en 1847 à porter ce titre en France).
- Ferdinand Bresson (1845-1863), seul enfant du précédent, mort non marié à l'âge de 18 ans, 2e et dernier duc de Santa-Isabel.
- Jean-Jacques de Bresson (1920-2004), magistrat, haut fonctionnaire, conseiller d'État, résistant.

## Alliances
Les principales alliances de la famille de Bresson sont : de Rahon (1636), de L'Espine (1655), Baudel, de La Chaussée (1704), Thomson (XIXe siècle), de Pechpeyrou-Comminges de Guitaut (XIXe siècle), Ruaulx de La Tribonnière (1845 et 1883), du Hallay-Coetquen (1863), Bludhorn, Richard de Montjoyeux, Colas de La Noue (1891), Foscari (1906), de La Frégolière.

## Armes, titre
- Armes : D'argent à une flèche de gueules posée en pal, la pointe en haut (alias en bas), chargée d'un sautoir alésé[6] (alias d'une croix de Bourgogne[4]) d'or, terminé à chaque pointe d'une étoile de gueules, et cantonné de deux croissants de même, l'un à dextre, l'autre à sénestre
- Cimier (d'après l'arrêt de 1765) : la flèche et un des croissants de l'écu issants d'un casque grillé, orné de ses bourrelets et lambrequins aux métaux et couleurs de l'écu[4]
- Titre : comte (1837), autorisé sur réversion en 1865[7].